# Loma Mamey
Loma Mamey är en ort i Mexiko.   Den ligger i kommunen Malinaltepec och delstaten Guerrero, i den sydöstra delen av landet, 270 km söder om huvudstaden Mexico City. Loma Mamey ligger 1 096 meter över havet och antalet invånare är 181.
Terrängen runt Loma Mamey är kuperad åt sydväst, men åt nordost är den bergig. Runt Loma Mamey är det ganska glesbefolkat, med 45 invånare per kvadratkilometer. Närmaste större samhälle är Tilapa, 2,8 km väster om Loma Mamey. I omgivningarna runt Loma Mamey växer huvudsakligen savannskog.